# Kanal D
Kanal D — один із національних телевізійних каналів Demirören Holding, що ведуть мовлення в Туреччині. Ведучи мовлення на всю Туреччину, національний канал вийшов на перший план завдяки трансляції серіалів. Станом на 2009 рік він отримав звання найпопулярнішого каналу в Туреччині. Станом на 2021 рік він все ще зберігає це звання.

## Історія
Співзасновниками каналу були Айхан Шахенк та Айдін Доган. Тестове мовлення розпочалося 16 вересня 1993 року, а регулярне — 19 грудня 1993 року. 16 жовтня 1994 року акції каналу були довірені Айдіну Догану, а логотип каналу змінився на нинішній вигляд. У 2004 році канал почав мовлення як в цифровому, так і в аналоговому режимі. Це закордонна філія німецького каналу Euro D, який транслює турецькою мовою на всі інші європейські країни. Kanal D також запустив сестринський проект Kanal D HD, перший національний телевізійний канал у Туреччині, що транслює у високій якості (HD). Деніз Байрамоглу представляє головний бюлетень новин Kanal D по буднях. Емре Тілев презентує щоденні новини спорту. На каналі ідуть відомі популярні програми Моя чарівна мама, Листопад, Пані та панове. Телесеріали, такі як Kuzey Гюней, Помста, Кавакське Yelleri, Snake історія, Заборонене кохання, Садиба пані, Ruhsar, Тисяча і одна ніч, Той, що проїжджав повз час, Poyraz Karayel.
З травня 2013 року Kanal D покращив своє мовлення, подбавши про людей з вадами зору, використовує жестову мову для людей з вадами слуху, і також на каналі доступні субтитри.
Kanal D вийшов в етер в форматі 16:9 (широкоекранний) з 1 липня 2013 року. Станом на 21 березня 2018 року канал продано Demirören Media Group. 3 вересня 2018 року він знову змінив свій логотип.

## Kanal D HD
Kanal D почав мовлення у високій чіткості 1 жовтня 2006 року Це перший у Туреччині національний телеканал високої чіткості. Після короткочасної зупинки мовлення він знову почав мовлення на платформі D-Smart під назвою Kanal D HD з 1 вересня 2008 року.
Kanal D HD транслювався лише на 22-му каналі D-Smart до 18 вересня 2014 року. Однак 18 вересня 2014 року він продовжив свою трансляцію на D-Smart і був доданий до 324-го каналу в Digiturk, до 21-го каналу Filbox і до частоти 12245 H 27500 5/6 Türksat 4A, безкоштовно і без шифрування. Однак 1 жовтня 2014 року Türksat припинив безкоштовне та незашифроване мовлення на супутнику 4A та Filbox. Kanal D HD був доступний лише на каналах D-Smart 22 і Digiturk 324. 6 листопада 2015 року він знову був безкоштовним і незашифрованим на Türksat 4A. Kanal D HD зараз транслюється на 22-му каналі D-Smart, 24-му каналі Digiturk, 25-му каналі Teledunya, 3-му каналі Türksat TKGS, частоті Türksat 4A 12245 H 27500 5/6, 22-му каналі Turkcell TV+ та 23- му каналу tivibu.
Kanal D видалив свій логотип HD 28 вересня 2015 року.

### Програми
- Kanal D Turkish Cinema Generation (з 1993)
- Журнал D
- Журнал D. Літо
- Набір додатково
- Моя наречена на кухні
- Поки ми розмовляємо
- Мій другий дім у дорозі з Селімом Юхаєм
- Ми прийшли поспілкуватися з Balçiçek
- Дуже красиві рухи (Çok Güzel Hareketler)
- Пісні співають нас (Şarkılar Bizi Söyler)
- Кухня Арди
- Плече до плеча з Арда

#### Серіали турецького виробництва
- Intibah (з 2022)
- Три сестри (з 2022)
- Невірний (з 2020)
- Дівчина за склом (з 2021)
- Небезпечні вулиці (з 2006)
- Вирок (з 2021)
- Коло (раніше на «Star TV») (з 2021)

#### Новини
- Що відбувається в житті (Neler Oluyor Hayatta) з Нур Тугба Альгюль і Хаканом Уралом
- Основні новини каналу D (Kanal D Haber) з Денізом Байрамоглу
- Канал D News Weekend з Мерве Дінкол

## Євро Д
Euro D — телеканал, створений з метою мовлення для турків у Європі. Раніше називався Kanal D Fun, але 7 березня 2005 року змінив назву на Euro D. В основному на каналі транслюються серіали, фільми та програми з Kanal D.
1 липня 2013 року він перейшов на широкоекранний формат 16:9.

## Канал D Румунія
Kanal D Romania — телеканал, заснований Dogan Yayın Holding 15 лютого 2007 року для мовлення в Румунії.
Заснований у 75-відсотковому співробітництві з Doğan Yayın Holding і 25-відсотковим партнерством швейцарської Ringier Group, канал транслює серіали, які транслюються на Kanal D. Турецькі серіали перекладаються румунською та транслюються в етері. Також Kanal D Romania володіє правами на трансляцію матчів Румунської Ліги I.
Хоча Kanal D було продано Demirören Holding, Kanal D Румунія залишився у власності Doğan Holding.